# Olympische Winterspiele 1998/Teilnehmer (Rumänien)
| Gelbes Symbol für Goldmedaillen mit stilisierten Olympischen Ringen | Graues Symbol für Silbermedaillen mit stilisierten Olympischen Ringen | Braundes Symbol für Bronzemedaillen mit stilisierten Olympischen Ringen |
| ------------------------------------------------------------------- | --------------------------------------------------------------------- | ----------------------------------------------------------------------- |
| —                                                                   | —                                                                     | —                                                                       |

Rumänien nahm an den Olympischen Winterspielen 1998 im japanischen Nagano mit einer Delegation von 16 Athleten in sechs Disziplinen teil, davon zwölf Männer und vier Frauen. Ein Medaillengewinn gelang keinem der Athleten.
Fahnenträgerin bei der Eröffnungsfeier war die Eisschnellläuferin Mihaela Dascălu.

## Teilnehmer nach Sportarten

### Biathlon
Männer
- Marius Ene
10 km Sprint: 64. Platz (31:54,8 min)
20 km Einzel: 60. Platz (1:05:23,9 h)

Frauen
- Éva Tófalvi
7,5 km Sprint: 31. Platz (25:10,3 min)
15 km Einzel: 11. Platz (56:48,6 min)

### Bob
Männer, Zweier
- Paul Neagu, Gabriel Tătaru (ROU-1)
25. Platz (2:44,92 min)

- Florin Enache, Mihai Dumitrașcu (ROU-2)
26. Platz (3:43,73 min)

Männer, Vierer
- Florin Enache, Marian Chițescu, Iulian Păcioianu, Mihai Dumitrașcu (ROU-1)
27. Platz (2:46,06 min)

### Eiskunstlauf
Männer
- Cornel Gheorghe
21. Platz (31,5)

### Eisschnelllauf
Männer
- Dezideriu Horvath
1500 m: 44. Platz (1:57,35 min)
5000 m: 30. Platz (6:57,08 min)

Frauen
- Mihaela Dascălu
1500 m: 34. Platz (2:08,77 min)
3000 m: 24. Platz (4:26,65 min)

### Rennrodeln
Männer, Einsitzer
- Ion Cristian Stanciu
26. Platz (3:26,523 min)

Männer, Doppelsitzer
- Ion Cristian Stanciu & Liviu Cepoi
16. Platz (1:45,275 min)

Frauen
- Corina Drăgan
27. Platz (3:32,238 min)

### Skilanglauf
Männer
- Zsolt Antal
10 km klassisch: 69. Platz (31:41,0 min)
15 km Verfolgung: 45. Platz (45:19,9 min)
30 km klassisch: 45. Platz (1:43:56,6 h)
50 km Freistil: Rennen nicht beendet

Frauen
- Monica Lăzăruț
5 km klassisch: 69. Platz (20:49,5 min)
10 km Verfolgung: 60. Platz (35:27,9 min)
15 km klassisch: 56. Platz (55:18,2 min)
30 km Freistil: 34. Platz (1:32:41,7 h)